# Natalija Pomoščnikova-Voronova
Natalija Vladislavovna Pomoščnikova-Voronova (rusko Наталья Владиславовна Помощникова-Воронова), ruska atletinja, * 9. julij 1965, Moskva, Sovjetska zveza.
Nastopila je na olimpijskih igrah v letih 1988, 1996 in 2000, leta 1988 je osvojila bronasto medaljo v štafeti 4×100 m, ob tem še četrto in peto mesto v isti disciplini ter dve šesti mesti v teku na 100 m. Na svetovnih prvenstvih je osvojila zlato in bronasto medaljo v štafeti 4x100 m, na svetovnih dvoranskih prvenstvih dve bronasti medalji v teku na 200 m, na evropskih prvenstvih pa bronasto medaljo v štafeti 4×100 m leta 1998.